# Ricciotti Garibaldi
Ricciotti Garibaldi, né le 24 février 1847 à Montevideo et mort le 17 juillet 1924 à Rome, est un patriote, un général et homme politique italien.

## Biographie

### Famille
Né en Uruguay de Giuseppe et Anita Garibaldi, il passe son enfance entre Nice, Caprera et l’Angleterre. Quatrième fils du « héros des deux mondes », il est appelé ainsi en mémoire de  (it), patriote fusillé par les Bourbons au cours de l’expédition des frères Bandiera.
Il épouse une Anglaise, Constance Hopcraft, avec qui il réalise de mauvaises affaires commerciales en Amérique et en Australie. Le couple eut sept enfants :
- Peppino Garibaldi (1879-1950), nommé en 1914 à la tête du 4e régiment de marche, le « régiment des garibaldiens », créé au sein de l'Armée française et envoyé en Argonne[2] ;
- Ricciotti Garibaldi jr (it) (Rome, 1881 - Rome, 1951), volontaire auprès de la France dans le 51e régiment d'infanterie où il atteint le grade de major[3], combattant en Argonne pendant la Première Guerre mondiale et parmi les partisans de la Vénétie julienne ;
- Menotti Garibaldi jr (1884 - Sri Lanka, 1934), enrôlé comme ses frères dans le 51e régiment d’infanterie où il est rapidement promu lieutenant, puis capitaine [3] ;
- Sante Garibaldi (1888-1946), combat comme ses frères sur l'Argonne notamment[3] ; installé à Bordeaux et entrepreneur de travaux publics, il entre dans la résistance en France ; arrêté par la Gestapo en juin 1943, il est incarcéré au fort du Hâ puis déporté à Dachau ;  il meurt à Caudéran le 4 avril 1946. Il reçoit à titre posthume la cravate de commandeur de la Légion d’honneur en 1948[4] ;
- Bruno Garibaldi (mort en Argonne en 1914), combat en France au sein du 4e régiment de marche[2] ;
- Costante Garibaldi (Rome, 1892 - Argonne 1915), combat en France au sein du 4e régiment de marche[2] ;
- Ezio Garibaldi (it), combattant en Argonne aux côtés de son père et de ses frères, il rejoindra le fascisme italien et fera partie des Gruppi d’Azione Nizzarda qui réclament l'annexion de Nice à l'Italie[3],[5] ;
- Anita Italia (morte à Rome en 1962).

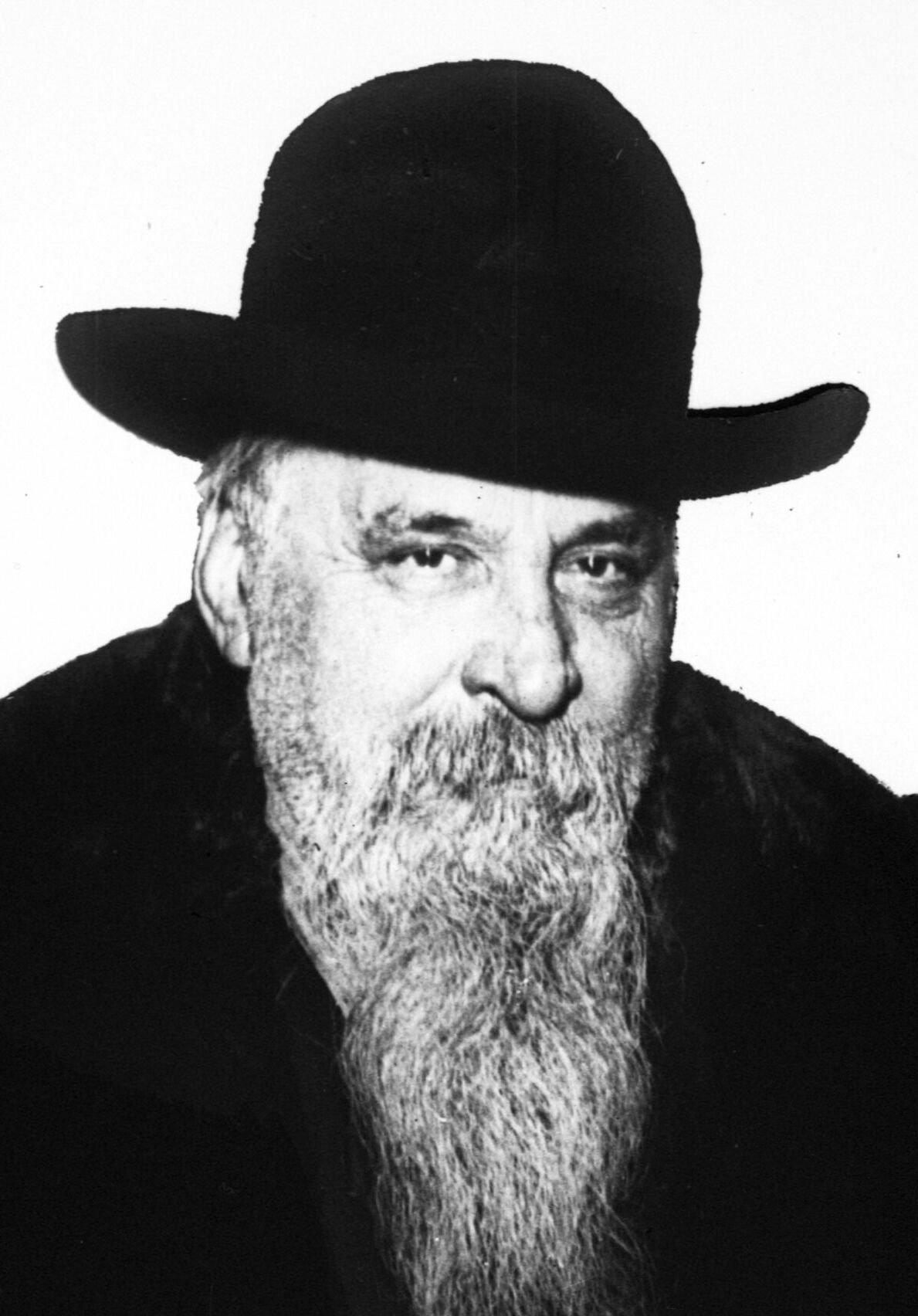
Ricciotti Garibaldi en 1915.
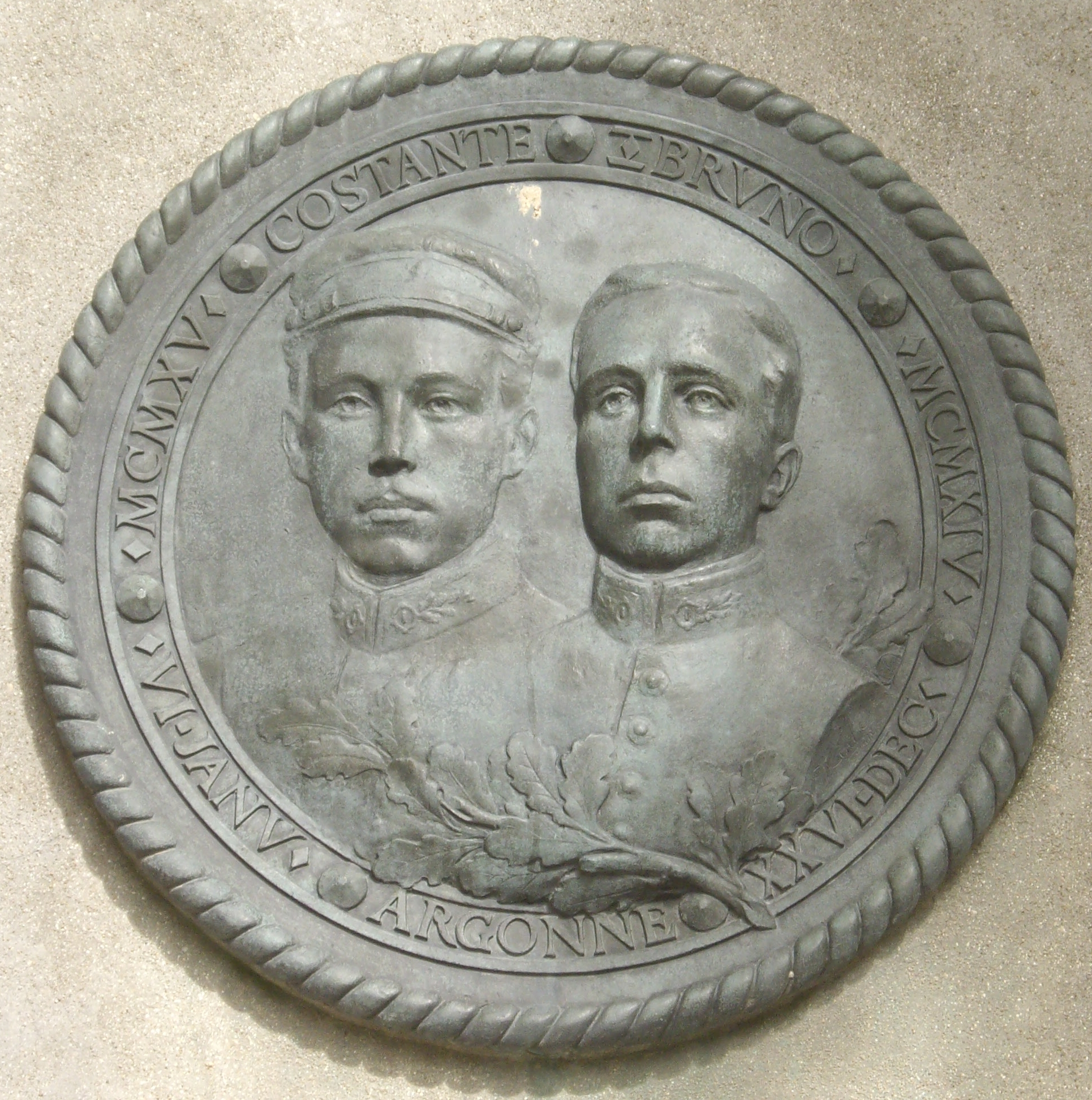
Médaillon représentant Constante et Bruno, médaillon figurant sur le monument à Giuseppe Garibaldi du square Garibaldi (15e arrondissement de Paris).

### Carrière militaire
Il participe à la bataille de Bezzecca en 1866 et à celle de Mentana auprès de son père en 1867.
Lors de la guerre franco prussienne, en septembre 1870, après la chute du Second Empire, il vient avec son père se mettre au service de la France, au sein de l'armée des Vosges où il commande une brigade comme son frère Menotti. Le 19 novembre 1870, à la tête d’un corps de 800 francs-tireurs, il attaque les Prussiens à Châtillon-sur-Seine, qu’il occupe ensuite. Il commande, en tant que major, la 4e brigade des volontaires garibaldiens qui capturent à Dijon le drapeau du 61e régiment allemand de Poméranie, l’unique drapeau prussien perdu pendant cette guerre qui se termine par la défaite de la France. Il finit colonel et est licencié le 16 mars 1871.
Il est député de 1887 à 1890. En 1897, il est à Domokos lors de la guerre gréco-ottomane où les Garibaldiens se sacrifient, laissant sur le champ de bataille le député républicain Antonio Fratti pour couvrir la retraite de l’armée grecque. En 1912, lors de la première guerre balkanique, il est à la bataille du mont Driskos où il commande un corps de chemises rouges qui combat pour enlever Ioannina à l’Empire ottoman.
Son état de santé et son âge avancé ne lui permettent pas de participer à la Première Guerre mondiale. Il s’oppose à l’avènement du fascisme.

## Décorations
- Chevalier de la Légion d’honneur le 8 décembre 1870 pour « Glorieux services rendus devant l’ennemi à l’armée des Vosges »[9].